# Stadium of Light
Pour les articles homonymes, voir Stadium.
Le Stadium of Light est le stade de football du Sunderland AFC.
Ce stade de 48 353 places est inauguré en 1997, par le prince Andrew, duc d'York, à l'occasion d'une rencontre entre le Sunderland AFC et l'Ajax Amsterdam.

## Histoire
Avant de s'établir au Stadium of Light, Sunderland AFC a évolué au Newcastle Road de 1886 à 1898, puis au Roker Park de 1898 à 1997.

## Galerie

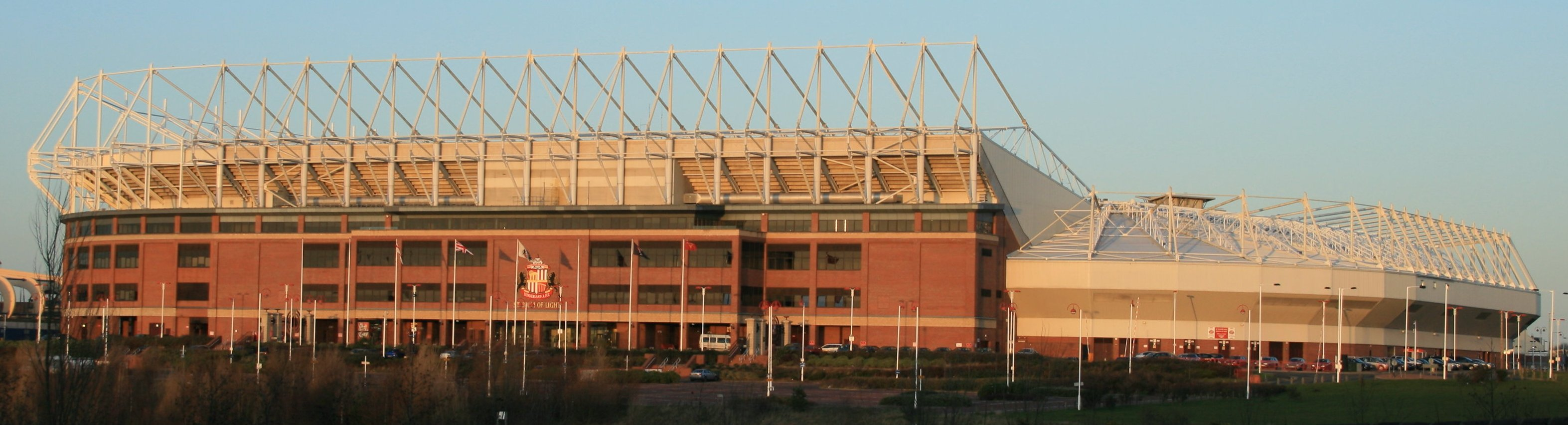
Le stade, de loin.